# Marian Nawrot
Marian Nawrot (ur. 4 sierpnia 1922 w Wieliczce, zm. 12 marca 2010) – polski działacz partyjny i państwowy, inżynier elektryk, podsekretarz stanu w Ministerstwie Przemysłu Maszynowego (1972–1976) oraz Ministerstwie Przemysłu Maszyn Ciężkich i Rolniczych (1976–1981).

## Życiorys
Syn Antoniego, z wykształcenia inżynier elektryk. W okresie II wojny światowej walczył w Armii Krajowej. Od 1950 do 1951 pracował jako projektant w Energoprojekcie w Gliwicach, następnie do 1968 jako główny konstruktor w Fabryce Aparatów Elektrycznych „Apena” w Bielsku-Białej. W latach 1968–1971 dyrektor w Zjednoczeniu Maszyn i Aparatów Elektrycznych w Warszawie.
W 1963 wstąpił do Polskiej Zjednoczonej Partii Robotniczej. Pełnił funkcję podsekretarza stanu w Ministerstwie Przemysłu Maszynowego (styczeń 1972 – marzec 1976) oraz Ministerstwie Przemysłu Maszyn Ciężkich i Rolniczych (marzec 1976 – sierpień 1981).
Został pochowany na Cmentarzu Rzymskokatolickim przy ul. Grunwaldzkiej w Bielsku-Białej.